# Anil Ambani
Anil Dhirubhai Ambani, hindi: अनिल अंबानी, Anil Ambānī, (n. 4 iunie 1959) este un om de afaceri indian și președintele concernului Anil Dhirubhai Ambani Group, unul dintre cele mai mari conglomerate private. Fratele lui mai mare, Mukesh Ambani, este un alt miliardar indian care deține 48% din acțiunile companiei Reliance Industries. Din anul 2011, Anil Dhirubhai este al patrulea cel mai bogat om din India, după Mukesh Ambani, Lakshmi Mittal și Azim Premji, având o avere de 8.8 miliarde dolari.
El este membru al Consiliului de supraveghetori din cadrul Wharton School și membru al Consiliului Superior al Institutului Indian de Tehnologie din Kanpur, Institutul Indian de Management, Ahmedabad. Ambani face parte din Comitetului Central Consultativ, Comisia Centrală de Reglementare a Energie Electrice. În martie 2006, el a demisionat. Anil Dhirubhai este, de asemenea, și președintele consiliului de administrație al DA-IICT.

## Premii și recunoaștere
- Votat al treilea cel mai puternic om din India în martie 2009 de către publicația India Today.[6]
- Votat "Afaceristul Anului 2006" de către publicația Times of India.
- A primit distincția de CEO al anului 2004 la Gala Premiilor Platts Global Energy
- Votat "MTV Youth Icon of the Year" în septembrie 2003.
- Votat "Antreprenorul Deceniului" de către Asociația de Administrație din Bombay, octombrie 2002.
- A primit Premiul Primului Absolvent Indian al Wharton School din partea Forumului Economic Wharton din India în semn de recunoaștere a contribuției sale la crearea companiei Reliance, un lider mondial în multe din zonele sale de afaceri, decembrie 2001.
- Votat "Afaceristul Anului 1997" de către publicația Business India, decembrie 1997.